# Sheldonian Theatre

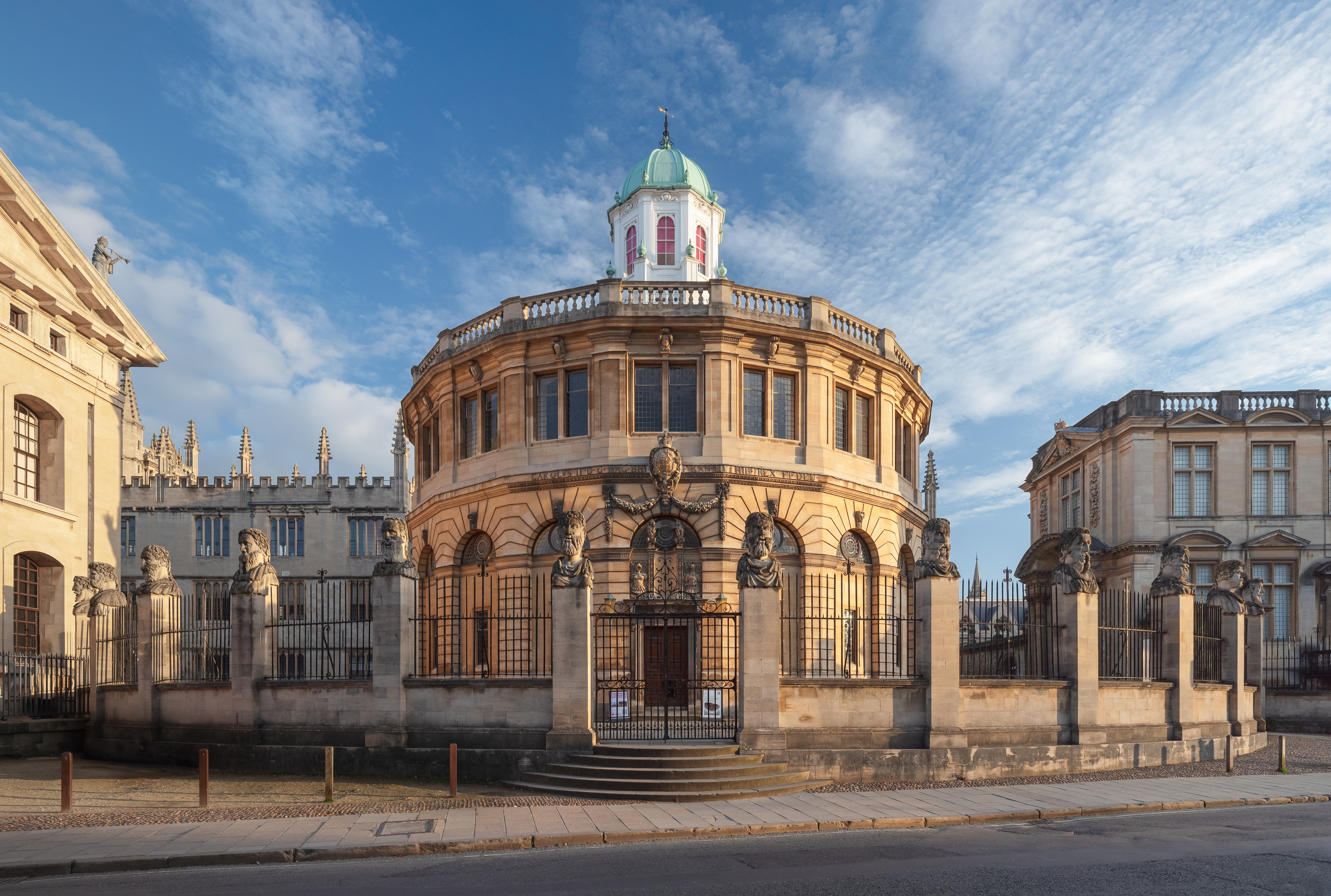
Sheldonian Theatre

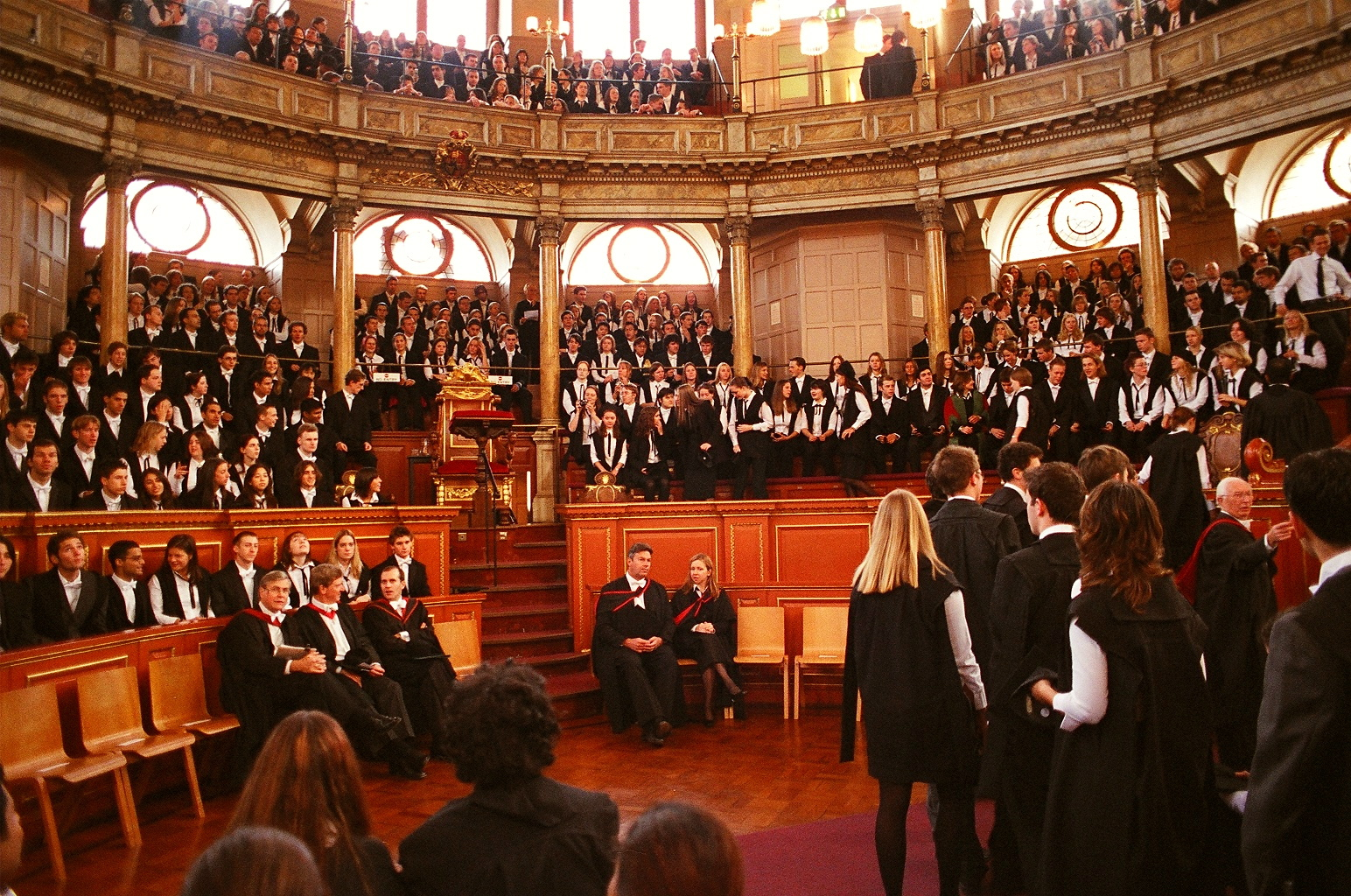
Inauguratie (matriculation) van studenten

Het Sheldonian Theatre is een gebouw in Oxford, Engeland. Het theater was een ontwerp van Christopher Wren. In 1664 werd begonnen met de bouw, die in 1668 was voltooid. Oorspronkelijk was het een onderdeel van de Universiteit van Oxford, bedoeld voor lezingen en bijzondere evenementen. Tegenwoordig wordt het alleen nog gebruikt voor plechtigheden en is het open voor het publiek. Ook worden er concerten gegeven en conferenties gehouden.
Elk jaar in oktober vindt er de inauguratie (matriculation) plaats van nieuwe studenten.